# هيلين غيب
هيلين غيب (بالإنجليزية: Helen Gibb)‏ هي فلاحة نيوزيلندية، ولدت في 9 يوليو 1838، وتوفيت في 30 يوليو 1914.